# Télégraphe avec retour par la terre

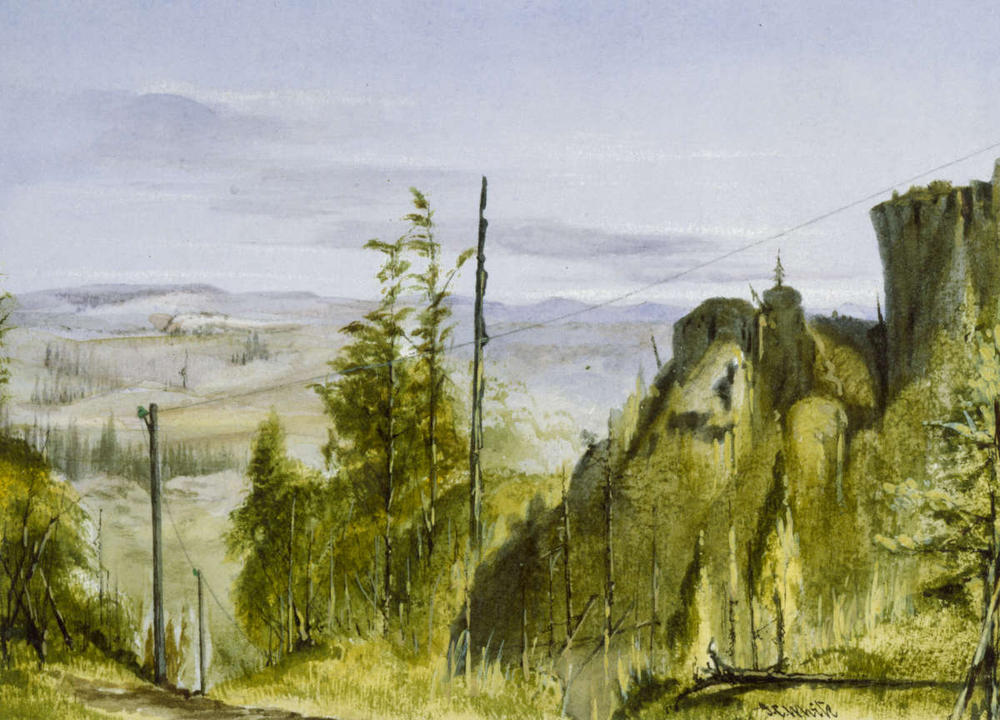
Partie de la ligne du portant le fil unique d'un circuit de retour par la terre (tableau de John Clayton White, vers 1866).

Le télégraphe avec retour par la terre est le système dans lequel la voie de retour du courant électrique d'un circuit télégraphique est assurée par une connexion à la terre via une électrode de terre. L'utilisation du retour par la terre permet d'économiser beaucoup d'argent sur les coûts d'installation puisqu'elle réduit de moitié la quantité de fil nécessaire, avec une économie correspondante sur la main-d'œuvre nécessaire pour le poser. Les avantages de cette méthode n'ont pas été immédiatement remarqués par les pionniers du télégraphe, mais elle est rapidement devenue la norme après la mise en service du premier télégraphe à retour par la terre par Carl August von Steinheil en 1838.
Le télégraphe avec retour par la terre a commencé à connaître des problèmes vers la fin du XIXe siècle en raison de l'introduction des tramways électriques. Ceux-ci ont sérieusement perturbé le fonctionnement du retour à la terre et certains circuits sont revenus à l'ancien système de retour à conducteur métallique. En même temps, l'essor de la téléphonie, encore plus intolérante aux interférences des systèmes de retour par la terre, a commencé à supplanter la télégraphie électrique, mettant fin à la technique du retour par la terre dans les télécommunications.

## Description

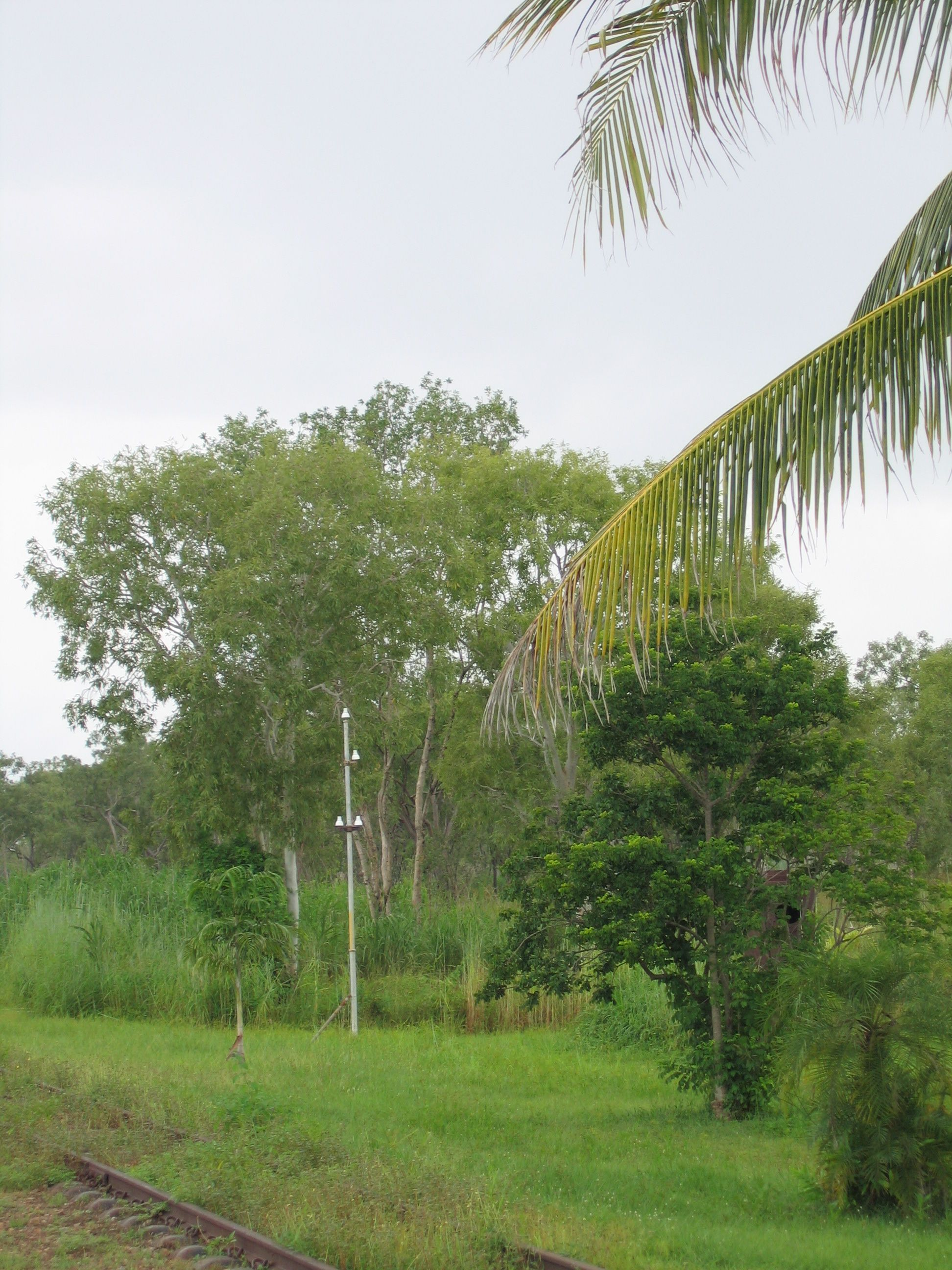
Un poteau désaffecté de la ligne télégraphique transaustralienne qui transportait quatre lignes utilisant un retour par la terre.

Une ligne télégraphique entre deux bureaux télégraphiques, comme tous les circuits électriques, nécessite deux conducteurs pour former un circuit complet. Cela signifie généralement deux fils métalliques distincts dans le circuit, mais dans le circuit de retour par la terre, l'un d'eux est remplacé par des connexions à la terre (également appelée masse) pour compléter le circuit. La connexion à la terre se fait au moyen de plaques métalliques de grande surface enfouies profondément dans le sol. Ces plaques peuvent être en cuivre ou en fer galvanisé. D'autres méthodes consistent à se connecter à des conduites de gaz ou d'eau en métal lorsqu'elles sont disponibles, ou à poser un long câble métallique sur un sol humide. Cette dernière méthode n'est pas très fiable, mais elle était courante en Inde jusqu'en 1868,.
Le sol a une plus grande résistivité que les fils de cuivre, mais la Terre est un corps si grand qu'elle forme effectivement un conducteur avec une énorme section transversale et une forte conductance. Il suffit de s'assurer qu'il y a un bon contact avec la Terre aux deux stations. Pour ce faire, les plaques de terre doivent être enterrées suffisamment profondément pour être toujours en contact avec un sol humide ; dans les zones arides, cela peut donc être problématique. Les opérateurs avaient parfois pour consigne de verser de l'eau sur les plaques de terre pour maintenir la connexion. Les plaques doivent également être suffisamment grandes pour laisser passer un courant suffisant. Pour que le circuit de terre ait une conductance aussi bonne que le conducteur qu'il remplace, la surface de la plaque doit être supérieure à la section du conducteur du même facteur que la résistivité de la terre dépasse celle du cuivre, ou de tout autre métal utilisé pour le fil.

## Intérêt
L'avantage du système de retour par la terre est qu'il réduit la quantité de fil métallique nécessaire — une économie substantielle sur les longues lignes télégraphiques qui peuvent s'étendre sur des centaines, voire des milliers de kilomètres,. Cet avantage n'était pas aussi évident dans les premiers systèmes télégraphiques qui nécessitaient souvent plusieurs fils de signalisation. Tous les circuits d'un tel système pouvaient utiliser le même conducteur de retour unique (lignes asymétriques), de sorte que la réduction des coûts aurait été minime. Parmi les exemples de systèmes multifilaires, citons le système expérimental de Pavel Schilling en 1832, qui comportait six fils de signaux afin de pouvoir coder en binaire l'alphabet cyrillique,, et le télégraphe à cinq aiguilles de Cooke et Wheatstone en 1837. Ce dernier ne nécessitait pas du tout de conducteur de retour car les cinq fils de signaux étaient toujours utilisés par paires avec des courants de polarité opposée jusqu'à ce que des points de code pour les chiffres soient ajoutés.
Le coût des systèmes multifilaires a rapidement conduit à ce que les systèmes monofilaires deviennent la norme pour le télégraphe à longue distance. À peu près au moment où le retour par la terre a été introduit, les deux systèmes les plus utilisés étaient le système Morse de Samuel Morse (à partir de 1844) et le télégraphe à une aiguille de Cooke et Wheatstone (à partir de 1843). Quelques systèmes à deux fils de signaux ont subsisté : le système à deux aiguilles de Cooke et Wheatstone utilisé sur les chemins de fer britanniques, et le télégraphe de Foy-Breguet utilisé en France. Avec la réduction du nombre de fils de signaux, le coût du fil de retour était beaucoup plus important, faisant du retour par la terre le nouveau standard.
| Système télégraphique                    | Nombre de fils requis ou proposés |
| ---------------------------------------- | --------------------------------- |
| Steinheil (1838)                         | 1                                 |
| Foy-Breguet (1842)                       | 2                                 |
| Télégraphe de Cooke et Wheatstone (1837) | 5                                 |
| Schilling (1832)                         | 8                                 |
| Sömmerring (1809)                        | 35                                |
| Richie (en) (1830)                       | 52                                |
| Ampère (1820)                            | 60                                |

Le télégraphe de Sömmerring est un télégraphe électrochimique, plutôt qu'électromagnétique. Il est présenté ici à titre de comparaison car il a directement inspiré le télégraphe électromagnétique de Schilling, mais ce dernier a utilisé un nombre de fils considérablement réduit.

## Histoire

### Précurseurs

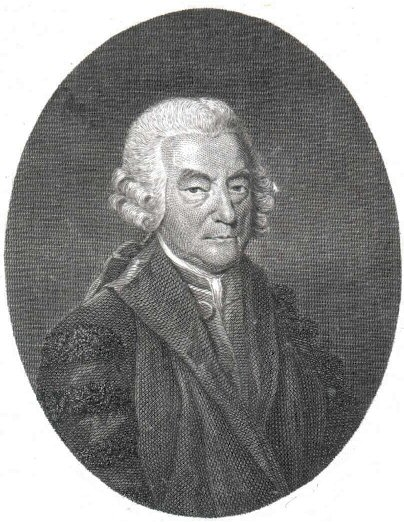
William Watson a établi la viabilité du retour par la terre.

La première utilisation d'un retour par la terre pour compléter un circuit électrique a été faite par William Watson en 1747, à l'exclusion des expériences utilisant un chemin de retour d'eau. Lors d'une démonstration à Shooter's Hill (en), à Londres, Watson a envoyé un courant électrique à travers 850 m de fil de fer, isolé avec du bois cuit, avec un chemin de retour par la terre. Plus tard dans l'année, il a porté cette distance à plus de 3 km. L'une des premières démonstrations d'un circuit de retour d'eau a été faite par John Henry Winkler, qui a utilisé la rivière Pleiße de cette manière dans une expérience le 28 juillet 1746. Le premier expérimentateur à tester un circuit de retour par la terre avec une batterie à basse tension plutôt qu'une machine à frottement à haute tension a été Basse von Hameln en 1803. Ces premières expériences ne visaient pas à produire un télégraphe, mais étaient plutôt destinées à déterminer la vitesse de l'électricité. En l'occurrence, la transmission des signaux électriques s'est avérée plus rapide que ce que les expérimentateurs ont pu mesurer (impossible à distinguer de l'instantanéité).
Le résultat de Watson semble avoir été inconnu, ou oublié, par les premiers expérimentateurs du télégraphe qui utilisaient un conducteur de retour pour compléter le circuit,. Une exception précoce fut un télégraphe inventé par Harrison Gray Dyar en 1826 utilisant des machines à friction. Dyar a fait la démonstration de ce télégraphe autour d'un parcours de course à Long Island, New York, en 1828, en utilisant un circuit de retour par la terre. Cette démonstration visait à obtenir un soutien pour la construction d'une ligne entre New York et Philadelphie, mais le projet n'a pas abouti (et il est peu probable qu'il aurait fonctionné sur une longue distance). Dyar a rapidement été oublié et le retour par la terre a dû être réinventé une nouvelle fois.

### Premier télégraphe avec retour par la terre

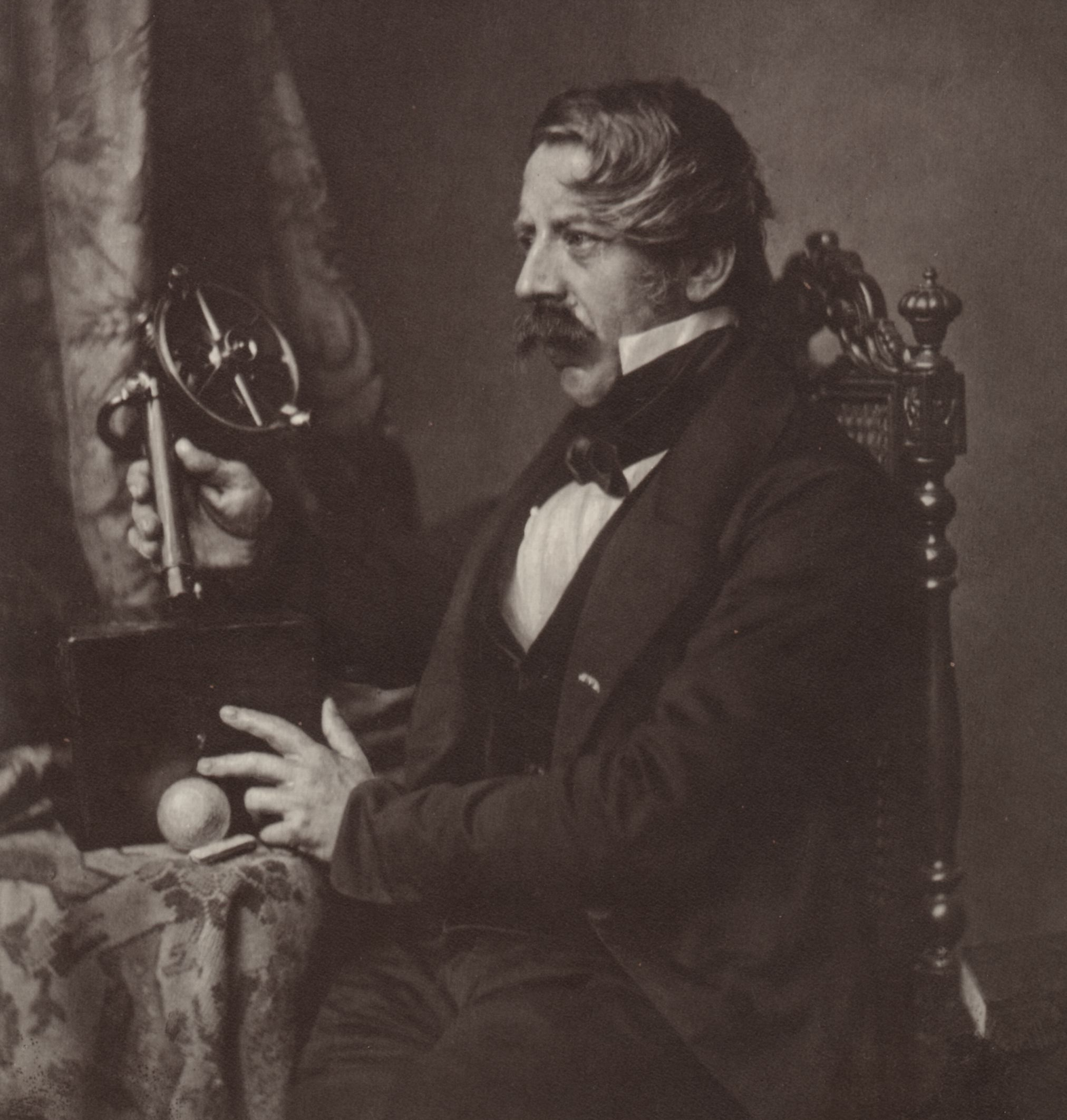
Carl August von Steinheil a été le premier à mettre en service un télégraphe avec retour par la terre.

Le premier télégraphe mis en service avec un retour par la terre est dû à Carl August von Steinheil en 1838. La découverte de Steinheil est indépendante des travaux antérieurs et il est souvent, à tort, cité comme l'inventeur du principe. Steinheil travaillait à la mise en place d'un télégraphe le long de la ligne de chemin de fer Nuremberg-Fürth, sur une distance de 8 km. Steinheil a d'abord tenté, à la suggestion de Carl Friedrich Gauss, d'utiliser les deux rails de la voie ferrée comme conducteurs du télégraphe. Ce projet a échoué parce que les rails n'étaient pas bien isolés de la terre et qu'il y avait donc un chemin conducteur entre eux. Cependant, cet échec initial a fait comprendre à Steinheil que la terre pouvait être utilisée comme conducteur et il a alors réussi avec un seul fil et un retour par la terre,,.
Steinheil s'est rendu compte que l'« excitation galvanique » dans la terre ne se limitait pas au trajet direct entre les deux extrémités du fil télégraphique, mais s'étendait indéfiniment vers l'extérieur. Il a spéculé que cela pouvait signifier que la télégraphie sans fil était possible ; il a peut-être été le premier à considérer la télégraphie sans fil comme une possibilité réelle. Il a réussi à transmettre un signal à 15 mètres par induction électromagnétique, mais cette distance n'était pas d'un usage pratique,.
L'utilisation de circuits de retour par la terre est rapidement devenue la norme, aidée en cela par le fait que Steinheil a refusé de breveter l'idée — il souhaitait la rendre librement disponible en tant que service public de sa part,. Cependant, Samuel Morse n'a pas été immédiatement informé de la découverte de Steinheil lorsqu'il a installé la première ligne télégraphique aux États-Unis en 1844 en utilisant deux fils de cuivre. Le retour par la terre est devenu si omniprésent que certains ingénieurs télégraphistes ne semblent pas avoir réalisé que les premiers télégraphes utilisaient tous des fils de retour. En 1856, quelques décennies après l'introduction du retour par la terre, Samuel Statham de la Gutta Percha Company (en) et Wildman Whitehouse (en) ont essayé de breveter un fil de retour et sont allés jusqu'à la protection provisoire.

### Problèmes avec la puissance électrique

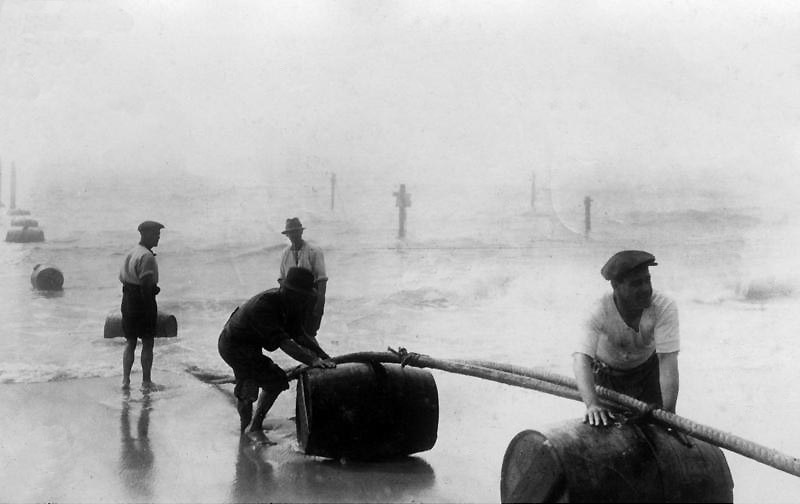
Arrivée (atterrissement) à New York (Rockoway Beach) du premier câble sous-marin reliant l'Italie (Rome) à l'Amérique du Nord. Ce câble passait par les Açores et Malaga en Espagne (photo de 1925).

L'introduction de l'énergie électrique, notamment les lignes de tramway électrique dans les années 1880, a sérieusement perturbé les lignes télégraphiques avec retour par la terre. Le démarrage et l'arrêt des tramways généraient de grandes pointes électromagnétiques qui écrasaient les impulsions de code sur les lignes télégraphiques. Ce problème se posait surtout sur les lignes où le travail automatique à grande vitesse était utilisé, et plus particulièrement sur les câbles télégraphiques sous-marins. Ceux-ci pouvaient être longs de plusieurs milliers de kilomètres et le signal d'arrivée était par conséquent faible. Sur terre, des répéteurs dans la ligne étaient utilisés pour régénérer le signal, mais cela n'est pas possible pour les câbles sous-marins avant le milieu du XXe siècle. Des instruments sensibles comme l'enregistreur à siphon (en) étaient utilisés pour détecter ces signaux faibles sur les longs câbles sous-marins, et ils étaient facilement perturbés par les tramways.
Le problème des tramways était si grave à certains endroits qu'il a conduit à la réintroduction des conducteurs de retour. Un conducteur de retour qui suit le même chemin que le conducteur principal subira les mêmes interférences. Ces interférences en mode commun (en) peuvent être entièrement éliminées si les deux parties du circuit sont identiques (ligne symétrique). Un tel cas d'interférence s'est produit en 1897 au Cap, en Afrique du Sud. La perturbation était si importante que non seulement le câble enterré traversant la ville a été remplacé par une ligne symétrique, mais un câble sous-marin symétrique a été tiré sur plus de 10 km en mer et joint au câble original à cet endroit. L'avènement de la téléphonie, qui utilisait initialement les mêmes lignes à retour par la terre que la télégraphie, a rendu indispensable l'utilisation de circuits symétriques, les lignes téléphoniques étant encore plus sensibles aux interférences. John J. Carty (en), futur ingénieur en chef de l'American Telephone and Telegraph Company, fut l'un des premiers à réaliser que les circuits entièrement métalliques permettraient de résoudre les graves problèmes de bruit rencontrés sur les circuits téléphoniques à retour par la terre. Carty a commencé à installer des retours métalliques sur les lignes qu'il contrôlait et a signalé que les bruits avaient immédiatement disparu presque entièrement,.